# Tetrachaelasma tasmanicum
Tetrachaelasma tasmanicum is een zeepokkensoort uit de familie van de Bathylasmatidae. De wetenschappelijke naam van de soort is voor het eerst geldig gepubliceerd in 1999 door Buckeridge.